# بيتر كار
بيتر كار (بالإنجليزية: Peter Carr) (25 أغسطس 1951 في المملكة المتحدة - ) هو لاعب كرة قدم بريطاني في مركز الدفاع. لعب مع نادي كارلايل يونايتد ونادي ماذرويل ونادي هارتلبول يونايتد وواشنطن ديبلومتس ونيوإنغلند تي من ‏ وغريك أمريكان AA ‏ وكليفلاند فورس ‏ وGeorgia Generals ‏ وPennsylvania Stoners ‏ ودارلينجتون إف سى.

## وصلات خارجية
- بيتر كار على موقع قاعدة بيانات كرة القدم.إي يو (الإنجليزية)